# Carnarvonella suctor
Carnarvonella suctor är en insektsart som beskrevs av Kenneth Hedley Lewis Key 1976. Carnarvonella suctor ingår i släktet Carnarvonella och familjen Morabidae. Inga underarter finns listade i Catalogue of Life.